# Joie Lee
Joie Susannah Lee (Brooklyn, 22 de junio de 1962) es una actriz, productora de cine y guionista estadounidense, reconocida por su colaboración en algunas películas de su hermano Spike Lee como She's Gotta Have It (1986), School Daze (1988), Do the Right Thing (1989) y Mo' Better Blues (1990). También coescribió y produjo el fime Crooklyn (1994).
Lee nació en Brooklyn, hija de Jacqueline Shelton, maestra de artes y literatura, y de William James Edward Lee III, un músico de jazz, actor y compositor.

## Filmografía destacada

### Cine y televisión
- 2020 - Farewell Amor[6]
- 2017-2019 - She's Gotta Have It
- 2019 - Broad City
- 2016 - Rectify
- 2014 - Da Sweet Blood of Jesus
- 2010 - Window on Your Present
- 2007 - Starting Out in the Evening
- 2006 - Full Grown Men
- 2004 - She Hate Me
- 2003 - Coffee and Cigarettes
- 2003 - Law & Order: Special Victims Unit
- 2001 - Centre Street
- 1999 - Summer of Sam
- 1999 - Personals
- 1996 - Get on the Bus
- 1996 - Girl 6
- 1995 - Nowhere Fast
- 1995 - Losing Isaiah
- 1994 - Crooklyn
- 1992 - Fathers & Sons
- 1991 - Un beso antes de morir
- 1990 - Mo' Better Blues
- 1990 - Bail Jumper
- 1989 - Coffee and Cigarettes II
- 1989 - Do the Right Thing
- 1989 - The Cosby Show
- 1988 - School Daze
- 1986 - She's Gotta Have It